# Copa Mundial Feminina de Jogo de Damas
A Copa Mundial Feminina de Jogo de Damas é uma competição internacional disputada pelas melhores atletas da modalidade. A Copa Mundial Feminina de Jogo de Damas de 2011, na variante brasileira, foi realizada em Campinas (SP), em outubro.  A Copa foi organizada e promovida pela Confederação Brasileira de Damas (CBD) em parceria com a Fédération Mondiale Du Jeu de Dames (FMJD), e contou com o apoio da Prefeitura Municipal de Campinas. 

## História
A Copa Mundial Feminina de Jogo de Damas de 2011 foi o primeiro evento internacional feminino realizado no país pela Confederação Brasileira de Damas.   A Copa foi realizada em Campinas (SP), entre os dias 3 e 15 de outubro. Campinas foi escolhida para sediar o evento pelo fato de ser reconhecida no Brasil como a cidade do conhecimento e com a expectativa para que sediasse outros eventos da modalidade.   O evento foi realizado no Aquário Acústico Climatizado, que foi instalado na Praça Rui Barbosa, próxima da Catedral Metropolitana, no centro da cidade. 
Foi a primeira vez no mundo que um evento da modalidade utilizou este tipo de estrutura para o local de competição, sendo considerada uma Copa inédita.  O Aquário Acústico é um moderno salão de jogos feito de vidro, que foi projetado e desenvolvido por brasileiros, para que pudesse levar uma competição de esportes intelectivos para um local de grande movimentação de pessoas, para que o público possa acompanhar o evento sem interferir na concentração das atletas.  
As partidas foram transmitidas de forma simultânea por meio de tabuleiros eletrônicos com chips de transmissão.  O sistema de disputa foi realizado em nove rodadas, em pontos corridos, sendo realizada uma rodada por dia. Cada rodada era composta por duas partidas, nas quais a atleta jogava uma partida com as peças brancas e outra partida com as peças pretas.  Foi utilizada a Tablita como sistema de jogo. 

## Participantes
Participaram da Copa Mundial Feminina de Jogo de Damas 10 atletas de 8 países diferentes.  O Brasil foi representado pela tetracampeã brasileira Ana Paula Araújo Brito, de Ribeirão Preto (SP), e por Tatiane Maria Barbosa de Oliveira, de Recife (PE), que fez sua estreia em eventos internacionais da modalidade.    A campeã da Copa Mundial foi a russa Ekaterina Bushueva, que obteve 5 vitórias, somando 2 pontos por cada uma, e 4 empates, somando um ponto por cada um, totalizando 14 pontos. 

### Classificação final
1. Ekaterina Bushueva, Rússia (14 pontos); [4]
2. Zhanna Sarshaeva, Rússia (13 pontos); [4]
3. Júlia Romanscaia, Moldávia (13 pontos); [4]
4. Liu Pei, China (12 pontos); [4]
5. Zinaida Alexandrov, Israel (10 pontos); [4]
6. Vitalia Dumesh, Holanda (8 pontos); [4]
7. Marina Navitskaya, Bielorrússia (7 pontos); [4]
8. Tatiane Maria Barbosa de Oliveira, Brasil (6 pontos); [4]
9. Ana Paula Araújo Brito, Brasil (5 pontos); [4]
10. Alona Lukats, Estados Unidos (2 pontos). [4]